# Anne Pressly
Anne Pressly (ur. 28 sierpnia 1982 w Greenville, w Karolinie Południowej, zm. 25 października 2008 w Little Rock w Arkansas) – amerykańska dziennikarka Channel 7. 
Po skończeniu studiów, dostała pracę w KATV w maju 2004 roku. A jej pierwszy program nazywał się Good Morning Arkansas i był na wizji w soboty w południe. 
Anne Pressly znaleziono w poniedziałek 20 października o godzinie 4:30. Znalazła ją jej własna matka, którą zaniepokoił brak wiadomości od córki. Anne Pressly została napadnięta, brutalnie pobita i zgwałcona. 
Była hospitalizowana w szpitalu Infirmary St Vincent Medical Center, gdzie pięć dni później - 25 października 2008 roku, zmarła nie odzyskując przytomności.
Winnym zabójstwa i gwałtu uznano 29-letniego Afroamerykanina Curtisa Vance’a z Arkansas w USA. 13 listopada 2009 roku, mężczyzna został skazany na karę dożywotniego pozbawienia wolności, bez możliwości ubiegania się o wcześniejsze zwolnienie warunkowe.
Policja wpadła na trop Curtisa Vance’a, gdy został zatrzymany z powodu podejrzanych tablic rejestracyjnych. Po pobraniu od niego próbek DNA okazało się, że zgadzają się one ze śladami znalezionymi w domu zamordowanej Pressley. Vance przyznał się do winy i stwierdził, że pobił Pressly kawałkiem drewna.
W śledztwie ws. Pressly śledczy ustalili, że Vance zgwałcił także inną kobietę. Do ataku doszło w kwietniu 2008 roku w miejscowości Marianna w stanie Arkansas. Wtedy ofierze udało się przeżyć.